# Церква Святого Миколая (Надрічне)
Церква Святого Миколая в Надрічному — дерев'яний храм, пам'ятка архітектури в селі Надрічному Бережанської громади Тернопільського району Тернопільської области України.

## Історія церкви
Дерев'яна церква побудована в 1771 році. У XVІІІ ст. до Надрічного було перевезено храм, який розташовувався на території василіянського монастиря з Рогатина. Протягом 1964—1989 років церква була примусово закрита радянською владою.
Донині в святині зберігся чотириярусний іконостас, а також намісна ікона Преображення Господнього. У 2021—2023 роках проведено реставраційні роботи.
Парафія належала до Бережанського ([1832—1906]) та Поморянського ([1907—1944]) деканатів.
Кількість парафіян: 1832 — 503, 1844 — 481, 1854 — 431, 1864 — 487, 1874 — 496, 1884 — 519, 1894 — 530, 1904 — 712, 1914 — 804, 1924 — 806, 1936 — 783.

## Парохи
- о. Іван Шпитко ([1832]—1855)
- о. Микола Стисловський (1856—1857, адміністратор, 1857—1875)
- о. Омелян В'ядитин (1875—1877, адміністратор, 1877—1879+)
- о. Іларій Шушковський (1879—1880, адміністратор)
- о. Мартин Пакіж (1880—1883)
- о. Роман Крижановський (1883—1884, адміністратор)
- о. Омелян Петрович (1584—1886)
- о. Леонтій Лужницький (1886—1901)
- о. Павло Дудик (1901—1906)
- о. Микола Миглодович (1906—1907, адміністратор)
- о. Омелян Гавришо (1907—1932+)
- о. Павло Швидкий (1932, сотрудник)
- о. Стефан Городецький (1933—[1944])